# Malgassapeira
Malgassapeira is een geslacht van vlinders van de familie spanners (Geometridae), uit de onderfamilie Ennominae.

## Soorten
- M. baton (Viette, 1973)
- M. concors (Viette, 1977)
- M. lucina (Viette, 1973)
- M. mixtilinea (Warren, 1909)
- M. punctifera (Warren, 1894)